# Paul Meurice
François Paul Meurice, född den 5 februari 1818 i Paris, död där 1905, var en fransk skriftställare, bror till François Désiré Froment-Meurice.
Meurice slöt sig, sedan han avbrutit sina juridiska studier, med hänförelse till Victor Hugo och den romantiska skolan. Stor beundrare av Shakespeare, utarbetade Meurice efter dennes "Henrik IV" versdramat Falstaff (1842, i förening med Theophile Gautier och Auguste Vacquerie), efter "Slutet gott, allting gott" Le capitaine Paroles (1843, med Vacquerie) och 1847 en översättning av "Hamlet" (på vers, i förening med Alexandre Dumas d.ä.). 
Ensam skrev Meurice bland annat dramerna Benvenuto Cellini (1852; uppfört i Sverige 1854), Paris (1855) och L'avocat des pauvres (1856), sedermera flera i medarbetarskap med George Sand. Därjämte författade Meurice dikter och några romaner. Han sattes 1848 av Victor Hugo till ansvarig utgivare av dennes organ "L'événement" och fick 1851 undergå 9 månaders fängelse för en artikel av Charles Victor Hugo om dödsstraffet. År 1869 tog Meurice även verksam del i grundläggandet av "Le rappel" och redigerade Victor Hugos samlade skrifter (1880–85).